# BWI GmbH

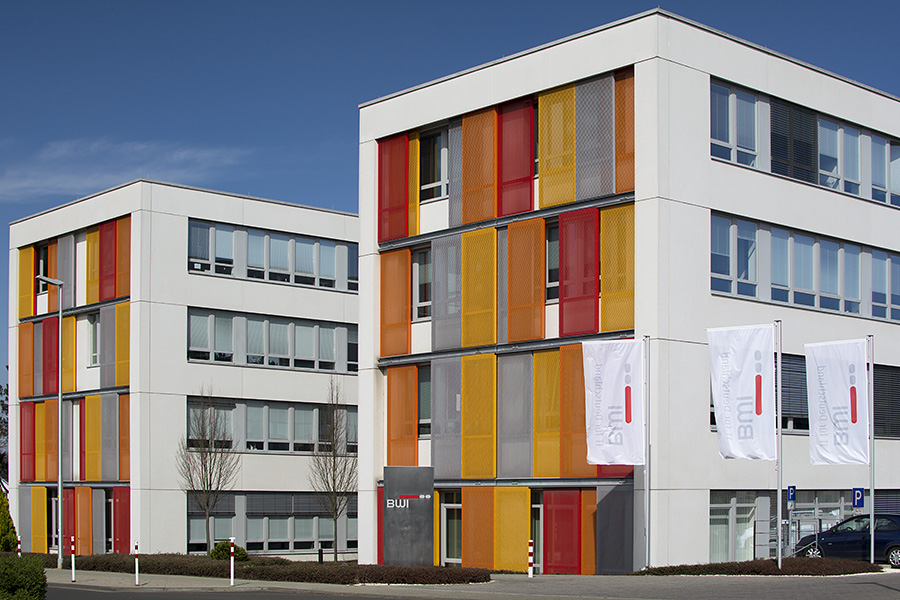
Unternehmenssitz in Meckenheim-Merl

Die BWI GmbH ist das IT-Systemhaus der Bundeswehr sowie IT-Dienstleister des Bundes. Die 100-prozentige Bundesgesellschaft mit aktuell über 7.700 Mitarbeitern an mehr als 40 Standorten bundesweit steht unter der Leitung der Geschäftsführer Frank Leidenberger (Vorsitzender), Katrin Hahn und Christian Marwitz.
Der Hauptsitz der Gesellschaft liegt im Ortsteil Merl der nordrhein-westfälischen Stadt Meckenheim bei Bonn. Das Gebäude wurde auf dem ehemaligen Gelände der DRK-Bundesschule errichtet.
Neben der BWI GmbH existiert das Informationstechnikzentrum Bund (ITZBund) als ein zentraler IT-Dienstleister für die deutsche Bundesverwaltung.

## Geschichte
Die BWI GmbH ist am 1. August 2017 aus der Verschmelzung der BWI Informationstechnik GmbH und der BWI Systeme GmbH hervorgegangen. Die beiden Vorgängergesellschaften wurden 2006 von Bundeswehr, IBM und Siemens gegründet. Zusammen mit der BWI Services GmbH bildeten sie den BWI-Leistungsverbund zur Umsetzung des Projekts Herkules, der größten öffentlich-privaten Partnerschaft in Europa. Mit Vertragsunterzeichnung im Dezember 2006 erhielt der Leistungsverbund den Auftrag, die Bundeswehr-IT zu modernisieren und zu verwalten. Herkules endete am 27. Dezember 2016.
Am 28. Dezember 2016 unterzeichneten Bundeswehr und BWI in Meckenheim einen Vertrag über IT-Dienstleistungen für die Bundeswehr. Die BWI entwickelt und betreibt auf Basis eines unbefristeten Leistungsvertrages die IT-Infrastruktur der Bundeswehr und stellt ihre Leistungen auch anderen Bundesressorts zur Verfügung.

## Aufgaben und Leistungen

### Aufgaben des BWI-Leistungsverbundes bis 2016
Für die logistischen und administrativen Prozesse innerhalb der Bundeswehr schuf die BWI ab 2007 eine einheitliche IT-Landschaft. Dazu zählten Aufbau und Verwaltung einer modernen IT-Infrastruktur sowie die Modernisierung der Rechenzentren. Parallel dazu erfolgte die Integration der SAP-Lösung SASPF. Der Leistungsverbund übernahm den Rollout für 50.000 Anwender sowie den Betrieb der Lösung. Hinzu kamen Schulungen der Anwender und die Ausbildung des Dienstpersonals, um den durchgängigen Betrieb zu gewährleisten.

### Leistungen der BWI seit 2017
Die BWI betreut rund 1.200 Bundeswehr-Liegenschaften in Deutschland und ist mit den eigenen Betriebsstandorten ebenfalls bundesweit vertreten. So betreibt die BWI fünf Rechenzentren („Data Center“) in Strausberg, Wilhelmshaven, Bonn, Köln und Biere bei Magdeburg, drei Techniker-Standorte in Bogen, Dresden und Germersheim, 25 Service-Center (SC) im gesamten Bundesgebiet, zehn Standorte des Auskunfts- und Vermittlungsdienstes (A&V-Dienst), vier User Help Desks (UHD) in Berlin, Hannover, Meckenheim und München sowie drei Betriebskompetenzzentren (BKZ) in Bonn, München und Rheinbach. An den Standorten Strausberg (Barnim-Kaserne), Wildflecken (Rhön-Kaserne) und Roth (Otto-Lilienthal-Kaserne) wird der neue „Rechenzentrumsverbund“ entstehen.
Mit dem am 28. Dezember 2016 geschlossenen Leistungsvertrag ist die BWI weiterhin mit dem Betrieb und der Weiterentwicklung der Informations- und Kommunikationstechnik der Bundeswehr beauftragt. Zu den Leistungen gehören neben dem kompletten Betrieb der mehr als 180.000 IT-Arbeitsplätze der Bundeswehr das komplette Software-Management, der Betrieb der Telekommunikation, der Rechenzentren, der Datennetze und der zentralen Verfahren wie E-Mail, Internet und Intranet der Bundeswehr sowie der Support der Bundeswehrnutzer. Zudem ist die BWI für die IT-Sicherheit der von ihr betriebenen IT-Infrastruktur verantwortlich, betreibt SAP für die Bundeswehr und unterstützt bei der Entwicklung und Einführung neuer SAP-Verfahren.
Darüber hinaus gehört es zu den Aufgaben der BWI, die IT-Infrastruktur der Bundeswehr beispielsweise durch die Realisierung einer Bundeswehr-Cloud weiterzuentwickeln. Ein weiteres Digitalisierungsvorhaben der BWI ist die Digitalisierung der Gesundheitsversorgung der Bundeswehr. Hier schafft die BWI zusammen mit der Bundeswehr die Grundlagen für die Einführung einer digitalen Gesundheits- und Patientenakte. Im Bereich der militärischen IT unterstützt die BWI die Bundeswehr unter anderem mit der Entwicklung und dem Betrieb von IT-Services bei der Digitalisierung landbasierter Operationen (D-LBO), etwa für ein Battle Management System.
Ein weiteres Aufgabenfeld der BWI ist die Weiterentwicklung des IT-Systems der Bundeswehr. Hierzu betreibt die BWI ein eigenes Innovationsmanagement samt Abteilung innoX. Dieses ist dafür zuständig, Ideen und Konzepte in Realisierungsprojekte zu überführen, die Eingang ins Portfolio der BWI finden. So wurde beispielsweise mit Fraunhofer FHR, Fraunhofer IOSB und ATOS ein Radarsystem zur Aufklärung durch Wände erprobt. Frühere Systeme nutzten hierfür WLAN-Verbindungssignale.
Zudem ist seit Beginn des Jahres 2020 der Cyber Innovation Hub der Bundeswehr (CIHBw), der zuvor eine dreijährige Pilotphase erfolgreich durchlaufen hat, als Abteilung der BWI verstetigt. Der CIHBw wurde im März 2017 unter Federführung des Bundesministeriums der Verteidigung gegründet, um als „schnelles Beiboot“ die digitale Transformation der Bundeswehr zu unterstützen und als Schnittstelle zwischen Bundeswehr und Start-up-Szene, mögliche Dual-Use-Produkte und digitale Innovationen weltweit für die Bundeswehr zu identifizieren und voranzutreiben. Der Hub schafft eine Infrastruktur für das Netzwerken, den Wissenstransfer und die Zusammenarbeit zwischen Bundeswehr und relevanten externen Akteuren.

## Auszeichnungen
- 2018 erhielt die BWI den eGovernment Award in Platin als Sieger der Kategorie „IT-Dienstleister und Rechenzentren“.[19] 2019 wurde sie in derselben Kategorie mit dem eGovernment Award in Gold ausgezeichnet.[20]
- Die BWI wurde 2019 und 2020 für ihr Innovationsmanagement unter der Mentorschaft von Ranga Yogeshwar unter die Top 100 der innovativsten Unternehmen des deutschen Mittelstands gewählt.[21][22]
- Die betriebliche Altersvorsorge der BWI wurde 2020 mit dem Deutschen bAV-Preis ausgezeichnet.[23]

## Anteilseigner
Seit dem 28. Dezember 2016 ist die BWI GmbH eine 100-prozentige Gesellschaft der Bundesrepublik Deutschland und damit eine Inhouse-Gesellschaft des Bundes. Vom 28. Dezember 2006 bis 27. Dezember 2016 waren an der Vorgängergesellschaft BWI Informationstechnik GmbH folgende Anteilseigner beteiligt: die Siemens AG mit 50,05 %, die Bundesrepublik Deutschland mit 49,9 % sowie IBM Deutschland mit 0,05 %.

## Geschäftsführung
Im Oktober 2023 bestand die Geschäftsführung der BWI aus drei Personen:
- Frank Leidenberger als Vorsitzender der Geschäftsführung, verantwortlich für die strategische und technologische Ausrichtung des Unternehmens
- Katrin Hahn als Mitglied der Geschäftsführung, verantwortlich für Finanzen, Beschaffung und Personalmanagement
- Christian Marwitz als Mitglied der Geschäftsführung, verantwortlich für die Leistungserbringung der BWI für die Bundeswehr

## Ehemalige Geschäftsführer
- 28. Dezember 2006 bis 20. November 2008: Christa Heinz, zuvor bei IBM Deutschland
- 28. Dezember 2006 bis 30. Juni 2010: Klaus Hahnenfeld, zuvor von 2002 bis 2006 Leiter im Gründungsstab der IT-Gesellschaft
- 28. Dezember 2006 bis 31. Dezember 2010: Richard Kollmuß, zuvor Kaufmännischer Leiter bei Siemens Business Services (SBS)
- 1. Juli 2010 bis 30. April 2016: Georg Wilmers, zuvor Leiter Personal-, Sozial- und Zentralangelegenheiten (PSZ) im Bundesministerium der Verteidigung (BMVg)
- 28. Dezember 2006 bis 27. Dezember 2016: Peter Blaschke, Vorsitzender der Geschäftsführung, zuvor Leiter Global Public Sector der Siemens Business Services (SBS)
- 20. November 2008 bis 27. Dezember 2016: Ewald Glaß, zuvor Vertriebsleiter Verteidigung und Leiter der IBM-Niederlassung Bonn
- 1. Januar 2011 bis 27. Dezember 2016: Lutz Kilian, zuvor kaufmännischer Leiter des Account- und Programmmanagements der BWI Informationstechnik GmbH
- 28. Dezember 2016 bis 30. März 2019: Katharina Hollender, zuvor Leiterin Finance F-Services und Leiterin Finance, Transformation- und Performance-Controlling für den Finance-Shared Service der Deutschen Telekom AG
- 28. Dezember 2016 bis 26. März 2019: Jürgen Bischoff, zuvor Bereichsleiter Personalmanagement der BWI Informationstechnik GmbH
- 1. Januar 2017 bis 28. Juni 2018: Ulrich Meister, danach September 2019 bis März 2020 Leiter Informationstechnik für Privatkunden in Deutschland bei der Deutschen Bank[24]
- 1. August 2018 bis 31. März 2019: Hans-Jürgen Niemeier, zuvor Geschäftsführer der CONET Holding GmbH
- 1. August 2018 bis 30. März 2020: Bernd Klinder, Geschäftsführer bei der ThyssenKrupp Business Services GmbH
- 1. April 2019 bis 31. März 2023: Martin Kaloudis, zuvor Geschäftsführer bei DB Kommunikationstechnik GmbH[25]

## Untersuchungsausschuss
Die Vergabe von Berateraufträgen der BWI an Unternehmen wie McKinsey wurde im 1. Untersuchungsausschuss des Verteidigungsausschusses der 19. Wahlperiode des Deutschen Bundestages untersucht.